# Hermann Junker
Hermann Junker (1877 - 1962) fou un arqueòleg alemany força conegut pel seu descobriment del jaciment de la cultura merimdense al Delta Occidental del Baix Egipte, el 1928.

## Obres selectes
- Die Grabung auf dem Mastabafeld von Gizeh. Vienna: Akademie der Wissenschaft, 1912.
- Vorbericht über die zweite Grabung bei den Pyramiden von Gizeh vom 16. Dezember 1912 bis 24. März 1913. Vienna: Akademie der Wissenschaft, 1913.
- Vorläufiger Bericht über die dritte Grabung bei den Pyramiden von Gizeh vom 3. Januar bis 28. April 1914. Vienna: Akademie der Wissenschaft, 1914.
- The Austrian Excavations, 1914. Journal of Egyptian Archaeology 1 (1914), pp. 250–253.
- Bericht über die ägyptische Expedition im Frühjahr 1925. Vienna: Akademie der Wissenschaft, 1925.
- Vorläufiger Bericht über die vierte Grabung bei den Pyramiden von Gizeh. Vienna: Akademie der Wissenschaft, 1927.
- Vorläufiger Bericht über die fünfte Grabung bei den Pyramiden von Gizeh. Vienna: Akademie der Wissenschaft, 1928.
- Vorläufiger Bericht über die sechste Grabung bei den Pyramiden von Gizeh. Vienna: Akademie der Wissenschaft, 1929.
- Vorläufiger Bericht über die siebente Grabung bei den Pyramiden von Giza vom 27. November 1928 bis 25. Februar 1929. Vienna: Akademie der Wissenschaft, 1929.
- Gîza I. Die Mastabas der IV. Dynastie auf dem Westfriedhof. Vienna and Leipzig: Hölder-Pichler-Tempsky, 1941.
- Gîza II. Die Mastabas der beginnenden V. Dynastie auf dem Westfriedhof. Vienna and Leipzig: Hölder-Pichler-Tempsky, 1934.
- Gîza III. Die Mastabas der vorgeschrittenen V. Dynastie auf dem Westfriedhof. Vienna and Leipzig: Hölder-Pichler-Tempsky, 1938.
- Gîza IV. Die Mastaba des K3jm'nh (Kai-em-anch). Vienna and Leipzig: Hölder-Pichler-Tempsky, 1940.
- Gîza V. Die Mastaba des Snb (Seneb) und die umliegenden Gräber. Vienna and Leipzig: Hölder-Pichler-Tempsky, 1941.
- Gîza VI. Die Mastaba des Nfr (Nefer), Kdf.jj (Kedfi), K3hjf (Kahjef) und die westlich anschliessenden Grabanlagen. Vienna and Leipzig: Hölder-Pichler-Tempsky, 1940.
- Gîza VII. Der Ostabschnitt des Westfriedhofs. Erster Teil. Vienna and Leipzig: Hölder-Pichler-Tempsky, 1944.
- Gîza VIII. Der Ostabschnitt des Westfriedhofs. Zweiter Teil. Vienna: Rudolf M. Rohrer, 1947.
- Gîza IX. Das Mittelfeld des Westfriedhofs. Vienna: Rudolf M. Rohrer, 1950.
- Gîza X. Der Friedhof südlich der Cheopspyramide. Westteil. Vienna: Rudolf M. Rohrer, 1951.
- Gîza XI. Der Friedhof südlich der Cheopspyramide. Ostteil. Vienna: Rudolf M. Rohrer, 1953.
- Gîza XII. Schlußband mit Zusammenfassungen und Gesamt-Verzeichnissen von Band I–XII. Vienna: Rudolf M. Rohrer, 1955.
- “Mutter und Sohn auf einem Relief des frühen Alten Reiches.” Anzeiger der phil.-hist. Klasse der Österreichischen Akademie der Wissenschaften, Jahrgang 1953, Nr. 14, pp. 171–175.
- The Offering Room of Prince Kaninisut. Vienna: Kunsthistorisches Museum, 1931.
- Zu einigen Reden und Rufen auf Grabbildern des Alten Reiches. Akademie der Wissenschaften in Wien, Philosophisch-historische Klasse, Sitzungsberichte, 221. Band, 5. Abhandlung. Vienna and Leipzig: Hölder-Pichler-Tempsky, 1943.